# Bérgson Gustavo
Bérgson Gustavo Silveira da Silva (Alegrete, Brasil, 9 de febrero de 1991), conocido simplemente como Bérgson, es un futbolista brasileño que juega como delantero en el Johor Darul Takzim FC de la Superliga de Malasia . Es conocido por su juego creativo, su habilidad para regatear, el uso de fintas, el control cercano del balón y su capacidad para anotar desde lejos con potentes golpes con ambos pies.
Durante su paso por el Athletico Paranaense, ganó la Copa Sudamericana 2018. Bérgson es el actual máximo goleador de todos los tiempos del JDT y se convirtió en el primer jugador en marcar 100 goles para el club.

## Trayectoria

### Grêmio
Bérgson inició su carrera en 2004, en la categoría infantil del Internacional.  Sin espacio en el club, a la edad de 16 años, ingresó en la Academia Juvenil de Grêmio. Aquí, Bérgson encontró un gran éxito al ganar la Taça Belo Horizonte de Juvenil 2008, así como dos Campeonatos Brasileños Sub-20 consecutivos en 2008 y 2009, terminando como máximo goleador en este último.
En diciembre de 2009 hizo su debut con el primer equipo. Fue protagonista de una gran polémica sobre un posible arreglo de partidos cuando entró en el penúltimo partido de la temporada 2009 de la Serie A brasileña, mientras perdía 2-1 ante el líder de la liga, el Flamengo, supuestamente le dijo al jugador Douglas Costa la frase "ya no dispares a portería". El partido terminó 2-1, lo que permitió al Flamengo ganar la liga sobre el feroz rival del Grêmio, Internacional.
En 2010 ascendió a la plantilla profesional, teniendo pocas oportunidades en el equipo titular debido a su falta de experiencia y competencia con varios delanteros probados en el club en ese momento, como Jonas, Leandro, Borges, William y André Lima.

#### Cesión al Suwon Bluewings
A pesar del interés de equipos de Suecia y del Al Wasl de Catar , el 1 de enero de 2011 Bérgson se trasladó a Asia para unirse al gigante surcoreano Suwon Bluewings en calidad de préstamo. A pesar de una pretemporada prometedora que consistió en 3 goles en tres partidos, Bérgson no logró encontrar tiempo de juego constante y sufrió una lesión en la ingle que lo dejó fuera de acción durante 40 días. Anotó su primer y único gol para el equipo, abriendo el marcador en la victoria por 3-1 en la Copa de Corea contra el Pocheon FC. El 30 de junio de 2011, después de sólo una titularidad de liga para el equipo, Bérgson y Suwon Bluewings rescindieron mutuamente su cesión.

#### Cesión al Vila Nova
Después de regresar a su club matriz, Bérgson recibió intereses de cesión del AD São Caetano y del Paraná Clube. El 1 de julio de 2011, a petición del entonces técnico Hélio dos Anjos de mejorar el ataque del club, el Vila Nova de la Serie B fichó a Bérgson en préstamo a corto plazo hasta el final de la temporada.

#### Cesión al Ypiranga
A principios de 2012 se reincorporó al Grêmio y comenzó a entrenar por separado, fuera de los planes del equipo Tricolor Gaúcho, hasta que fue cedido, el 4 de enero de 2012 al Ypiranga del Campeonato Gaúcho. Se incorporó el 1 de febrero de 2012. Bérgson anotó a los 5 minutos de su debut con el club en el empate 1-1 contra Cerâmica. Sufriría una lesión en el muslo que inicialmente lo descartaría para jugar durante 30 días, sin embargo, apresurarse en la recuperación de la lesión lo llevó a lesionarse el muslo en el primer juego después de la lesión, lo que le hizo solo hacer una aparición en la liga para el club antes de que se acabara su cesión.

#### Cesión al Braga "B"
El 1 de julio de 2012 se incorporó al filial del equipo portugués SC Braga, el Braga "B", cedido a corto plazo hasta el final de la temporada portuguesa. El acuerdo incluía una opción de compra, sin embargo el Braga nunca activó la cláusula.

#### Cesión al Juventude
Bergson regresó de Europa y eventualmente sería cedido de nuevo. El 1 de enero de 2013, Bérgson acordó unirse al equipo Juventude de la Serie D en calidad de préstamo, a cambio del fichaje de 5 jugadores por el Grêmio. Tuvo un buen desempeño para el equipo, anotó 6 veces y finalmente regresó a un fútbol consistente con 22 apariciones.

#### Cesión al Portuguesa
Debido a una cláusula en el contrato de cesión de Bérgson con la Juventude, se le permitiría rescindir su préstamo si un equipo del Campeonato Brasileño de Serie A hiciera una oferta. Después de que Portuguesa ofreciera cuatro veces el salario que recibía Bérgson en ese momento, Juventude no pudo conservar sus servicios y el 1 de agosto de 2013 se incorporó a Portuguesa en calidad de préstamo. Después de no aparecer en la liga durante más de dos temporadas, Bérgson anotó su primer gol en la Serie A, con un cabezazo, en la victoria por 4-2 contra el Bahia.

#### Cesión al Chapecoense
La buena forma de Bérgson con Portuguesa hizo que continuara atrayendo el interés de los clubes brasileños de primera división, lo que lo llevó a ser presentado oficialmente como jugador del Chapacoense el 1 de enero de 2014, una vez más cedido. Bérgson se establecería como jugador del primer equipo inicialmente después de 3 goles en 11 apariciones en el Campeonato Catarinense de 2014 .

#### Cesión al Busan IPark
El 6 de enero de 2015, fichó cedido por el Busan IPark de Corea del Sur. Aquí se reuniría con su ex entrenador de Suwon Bluewings, Yoon Sung-hyo, quien eventualmente renunciaría al club poco después de la partida de Bérgson.

#### Cesión al Náutico
El 10 de julio de 2015 se incorporó a Náutico en calidad de cedido para competir en la Serie B 2015. En el equipo marcó 4 goles incluido uno en el clásico contra el Santa Cruz en pleno Arruda para empatar el partido 1-1, partido que Náutico ganaría 3-1.

### Náutico
El 28 de enero de 2016, tras una larga serie de ceciones, finalmente dejó Grêmio y se incorporó a Náutico de forma gratuita. Disputó el Campeonato Pernambucano, la Copa de Brasil y la Serie B.

### Paysandu
Todavía en 2016, fue anunciado como refuerzo del Paysandu de la Serie B para la temporada 2017. Se unió al club el 19 de enero de 2017, en una transferencia gratuita. El 18 de noviembre de 2017 marcó su primer triplete con el club en un partido de liga ante el Santa Cruz. Bérgson terminó la temporada como uno de los máximos goleadores de la Serie B, anotando 16 goles en 27 partidos. También que se proclamó campeón y máximo goleador del Campeonato Paraense 2017 con 11 goles, tres de ellos marcados en los dos partidos de la final del campeonato contra el mayor rival del Paysandu, el Remo.

### Athletico Paranaense
Tras finalizar el campeonato en diciembre, fue anunciado como refuerzo del Athletico Paranaense para la temporada 2018. Se incorporó el 1 de enero de 2018 de forma gratuita. Ganó la Copa Sudamericana 2018, que equivale a la UEFA Europa League en la región de Sudamérica, entrando en el minuto 98 del tiempo extra del segundo partido de la final. El partido termninó 1-1 (2-2 global) y se necesitaron Tiros desde el punto penal. En la tanda, Bérgson anotó el 3-2 parcial, el resultado final sería 4-3 para que la Furacão ganase el primer título internacional de su historia. También ganó el Campeonato Paranaense de 2018 y 2019.

### Ceará
Después del Campeonato Paranaense, Bérgson rescindió su contrato con el Athletico Paranaense, y acordó por 2 años con el Ceará. Se incorporó el 26 de abril de 2019 de forma gratuita. Ganó una Copa del Nordeste.

### Fortaleza
El 15 de octubre de 2020 se incorporó al Fortaleza de forma gratuita. Ganó un Campeonato Cearense.

#### Cesión al Johor Darul Takzim
El 2 de marzo de 2021, fichó cedido por el Johor Darul Takzim FC de Malasia. El 13 de marzo de 2021, Bérgson marcó su primer gol con el equipo en un partido de liga fuera de casa contra el UiTM. Johor ganó el partido 0-4.

### Johor Darul Takzim
El 19 de mayo de 2021, tras una exitosa racha de 11 goles, firmó con el club un contrato permanente.
El 31 de julio, Bérgson anotó su primer hat-trick para el club en un partido de liga en casa contra  el Perak , donde el JDT ganó 5-0. El 27 de agosto de 2021, consiguió su segundo triplete para el club en un partido de liga en casa contra el Sri Pahang , donde Johor ganó 4-0. Luego marcó 23 goles en liga para el club, que también es el récord del club en una sola temporada.

#### Temporada 2022
El 15 de abril de 2022, se convirtió en el primer jugador del JDT en marcar un triplete en la Liga de Campeones de la AFC contra el Guangzhou FC en la victoria por 5-0.
El 12 de octubre, Bérgson se convirtió en el nuevo máximo goleador de todos los tiempos del JDT después de que su doblete contra el Kedah Darul Aman elevara su cuenta total a 67 goles en todas las competiciones del club. El récord anterior era de 66 goles de Gonzalo Cabrera. Bérgson también rompió el récord de la Superliga de Malasia de mayor número de goles en una temporada con 29 goles. El 11 de noviembre, marcó su cuarto hat-trick para el club en un partido de cuartos de final de la Copa de Malasia 2022 contra Kelantan , donde Johor ganó 5-0 (8-0 global) para clasificarse para la semifinal. Ayudó a los Tigres del Sur a ganar el cuádruplete con una temporada nacional invicta, la primera en la historia del club.
Bérgson figuraba entre los cinco mejores goleadores del mundo en 2022. Después de marcar 46 goles en 36 partidos en 2022, fue nombrado junto a Kylian Mbappé, Erling Haaland, Germán Cano y Robert Lewandowski como los jugadores con más goles en 2022. Además, Sky Sport Italia nombró a Bérgson como el goleador con mejor promedio de goles con una media de 1,27 goles por partido, que ningún otro jugador logró emular en 2022.

#### Temporada 2023
Bérgson comenzó la temporada 2023 anotando un gol y una asistencia para ganar la Supercopa de Malasia 2023. El 13 de mayo, marcó su primer triplete de la temporada en un partido de liga contra el Kelantan United. El 9 de agosto, Bérgson anotó su segundo hat-trick de la temporada en un partido de liga contra el Sabah en el estadio de Likas. En el segundo partido de los cuartos de final de la Copa de Malasia 2023 contra Negeri Sembilan el 23 de septiembre de 2023, Bérgson marcó dos goles para elevar su cuenta  a 101 goles para el club en todas las competiciones, convirtiéndose así en el primer y único jugador hasta el momento en marcar 100 goles para el JDT.

## Selección Nacional
Bérgson jugó dos partidos con la selección brasileña sub-20 en 2010.

## Estilo de juego
Bérgson es un jugador crítico y hábil. Poseedor de una excelente técnica, también es conocido por sus golpes de volea y por su predilección por anotar con chilenas, fintas, golpes de larga distancia y su capacidad para marcar y crear goles. Un goleador prolífico, aunque diestro por naturaleza, es capaz de anotar con ambos pies y es un lanzador certero de tiros libres y penales.

## Estadísticas
Actualizado al último partido disputado el 16 de diciembre de 2023.
| Club                 | Div.          | Temporada     | Liga  | Liga  | Estatal | Estatal | Copas nacionales | Copas nacionales | Copas internacionales | Copas internacionales | Total | Total |
| Club                 | Div.          | Temporada     | Part. | Goles | Part.   | Goles   | Part.            | Goles            | Part.                 | Goles                 | Part. | Goles |
| -------------------- | ------------- | ------------- | ----- | ----- | ------- | ------- | ---------------- | ---------------- | --------------------- | --------------------- | ----- | ----- |
| Grêmio               | 1.ª           | 2009          | 1     | 0     | —       | —       | —                | —                | —                     | —                     | 1     | 0     |
| Grêmio               | 1.ª           | 2010          | 4     | 0     | 6       | 0       | 2                | 0                | 0                     | 0                     | 12    | 0     |
| Grêmio               | Total club    | Total club    | 5     | 0     | 6       | 0       | 2                | 0                | 0                     | 0                     | 13    | 0     |
| Suwon Bluewings      | 1.ª           | 2011          | 7     | 0     | —       | —       | 2                | 1                | 2                     | 0                     | 11    | 1     |
| Suwon Bluewings      | Total club    | Total club    | 7     | 0     | —       | —       | 2                | 1                | 2                     | 0                     | 11    | 1     |
| Vila Nova            | 2.ª           | 2011          | 6     | 0     | —       | —       | —                | —                | —                     | —                     | 6     | 0     |
| Vila Nova            | Total club    | Total club    | 6     | 0     | —       | —       | —                | —                | —                     | —                     | 6     | 0     |
| Ypiranga             | 4.ª           | 2012          | 1     | 0     | 4       | 2       | —                | —                | —                     | —                     | 5     | 2     |
| Ypiranga             | Total club    | Total club    | 1     | 0     | 4       | 2       | —                | —                | —                     | —                     | 5     | 2     |
| Braga "B"            | 2.ª           | 2012–13       | 2     | 0     | —       | —       | —                | —                | —                     | —                     | 2     | 0     |
| Braga "B"            | Total club    | Total club    | 2     | 0     | —       | —       | —                | —                | —                     | —                     | 2     | 0     |
| Juventude            | 4.ª           | 2013          | 7     | 2     | 15      | 4       | —                | —                | —                     | —                     | 22    | 6     |
| Juventude            | Total club    | Total club    | 7     | 2     | 15      | 4       | —                | —                | —                     | —                     | 22    | 6     |
| Portuguesa           | 1.ª           | 2013          | 15    | 2     | —       | —       | —                | —                | 1                     | 0                     | 16    | 2     |
| Portuguesa           | Total club    | Total club    | 15    | 2     | —       | —       | —                | —                | 1                     | 0                     | 16    | 2     |
| Chapecoense          | 1.ª           | 2014          | 7     | 0     | 11      | 3       | 1                | 0                | —                     | —                     | 19    | 3     |
| Chapecoense          | Total club    | Total club    | 7     | 0     | 11      | 3       | 1                | 0                | —                     | —                     | 19    | 3     |
| Busan IPark          | 1.ª           | 2015          | 8     | 0     | —       | —       | —                | —                | —                     | —                     | 8     | 0     |
| Busan IPark          | Total club    | Total club    | 8     | 0     | —       | —       | —                | —                | —                     | —                     | 8     | 0     |
| Náutico              | 2.ª           | 2015          | 17    | 4     | —       | —       | 1                | 0                | —                     | —                     | 18    | 4     |
| Náutico              | 2.ª           | 2016          | 28    | 7     | 3       | 2       | 0                | 0                | —                     | —                     | 31    | 9     |
| Náutico              | Total club    | Total club    | 45    | 11    | 3       | 2       | 1                | 0                | —                     | —                     | 49    | 13    |
| Paysandu             | 2.ª           | 2017          | 28    | 16    | 14      | 11      | 7                | 1                | —                     | —                     | 49    | 28    |
| Paysandu             | Total club    | Total club    | 28    | 16    | 14      | 11      | 7                | 1                | —                     | —                     | 49    | 28    |
| Athletico Paranaense | 1.ª           | 2018          | 16    | 3     | —       | —       | 5                | 2                | 6                     | 0                     | 27    | 5     |
| Athletico Paranaense | 1.ª           | 2019          | 0     | 0     | 15      | 6       | 0                | 0                | 0                     | 0                     | 15    | 6     |
| Athletico Paranaense | Total club    | Total club    | 16    | 3     | 15      | 6       | 5                | 2                | 6                     | 0                     | 42    | 11    |
| Ceará                | 1.ª           | 2019          | 22    | 3     | —       | —       | —                | —                | —                     | —                     | 22    | 3     |
| Ceará                | 1.ª           | 2020          | 5     | 0     | 9       | 2       | 5                | 2                | —                     | —                     | 19    | 4     |
| Ceará                | Total club    | Total club    | 27    | 3     | 9       | 2       | 5                | 2                | —                     | —                     | 41    | 7     |
| Fortaleza            | 1.ª           | 2021          | 14    | 3     | 0       | 0       | —                | —                | —                     | —                     | 14    | 3     |
| Fortaleza            | Total club    | Total club    | 14    | 3     | 0       | 0       | —                | —                | —                     | —                     | 14    | 3     |
| Johor Darul Takzim   | 1.ª           | 2021          | 20    | 23    | —       | —       | 8                | 7                | 5                     | 0                     | 33    | 30    |
| Johor Darul Takzim   | 1.ª           | 2022          | 19    | 29    | —       | —       | 11               | 11               | 6                     | 6                     | 36    | 46    |
| Johor Darul Takzim   | 1.ª           | 2023          | 22    | 21    | —       | —       | 6                | 8                | 6                     | 4                     | 34    | 33    |
| Johor Darul Takzim   | Total club    | Total club    | 61    | 73    | —       | —       | 25               | 26               | 17                    | 10                    | 103   | 109   |
| Total carrera        | Total carrera | Total carrera | 249   | 113   | 77      | 30      | 48               | 32               | 26                    | 10                    | 400   | 185   |

1. ↑  Incluye datos de la Copa Verde
2. ↑  Incluye datos de la K-League Cup y Copa de Malasia
3. ↑  Incluye datos de la Copa Sudamericana, Copa Libertadores y AFC Champions League,
4. ↑  No incluye datos de partidos amistosos

## Palmarés

### Títulos regionales
| Título                | Club                 | País   | Año  |
| --------------------- | -------------------- | ------ | ---- |
| Campeonato Gaúcho     | Grêmio               | Brasil | 2010 |
| Campeonato Paraense   | Paysandu             | Brasil | 2017 |
| Campeonato Paranaense | Athletico Paranaense | Brasil | 2018 |
| Campeonato Paranaense | Athletico Paranaense | Brasil | 2019 |
| Copa del Nordeste     | Ceará                | Brasil | 2020 |
| Campeonato Cearense   | Fortaleza            | Brasil | 2020 |

### Títulos nacionales
| Título                      | Club               | País    | Año  |
| --------------------------- | ------------------ | ------- | ---- |
| Campeonato Brasileño Sub-20 | Grêmio             | Brasil  | 2010 |
| Superliga de Malasia        | Johor Darul Takzim | Malasia | 2021 |
| Malasia Charity Shield      | Johor Darul Takzim | Malasia | 2022 |
| Copa FA Malasia             | Johor Darul Takzim | Malasia | 2022 |
| Superliga de Malasia        | Johor Darul Takzim | Malasia | 2022 |
| Copa de Malasia             | Johor Darul Takzim | Malasia | 2022 |
| Malasia Charity Shield      | Johor Darul Takzim | Malasia | 2023 |
| Copa FA Malasia             | Johor Darul Takzim | Malasia | 2023 |
| Copa de Malasia             | Johor Darul Takzim | Malasia | 2023 |
| Superliga de Malasia        | Johor Darul Takzim | Malasia | 2023 |

### Títulos internacionales
| Título            | Club                 | Sede            | Año  |
| ----------------- | -------------------- | --------------- | ---- |
| Copa Sudamericana | Athletico Paranaense | América del Sur | 2018 |

### Distinciones individuales
| Distinción                                                                   | Año        |
| ---------------------------------------------------------------------------- | ---------- |
| Máximo goleador del Campeonato Paraense (11 goles)                           | 2017       |
| Máximo goleador del Campeonato Brasileño de Serie B (16 goles)               | 2017       |
| Máximo goleador de la Copa de Malasia                                        | 2022, 2023 |
| Máximo goleador de la Superliga de Malasia (29 goles)                        | 2022       |
| Mejor jugador extranjero en Malasia                                          | 2022       |
| Incluido en el 11 ideal de los aficionados de la Liga de Campeones de la AFC | 2022       |
| Máximo goleador masculino de la CONMEBOL según la IFFHS                      | 2022       |
| Racha de goles en todas las competiciones nacionales según la IFFHS          | 2022       |
| Segundo máximo goleador de liga en serie del mundo según la IFFHS            | 2022       |